# Tebbe Harms Kleen
Tebbe Harms Kleen (* 4. Mai 1932 in Düsseldorf; † 7. Januar 2016 in Würzburg) war ein deutscher Schauspieler, Regisseur, Dramaturg und Intendant.

## Leben und Wirken
Kleen machte 1951 sein Abitur und studierte anschließend Germanistik, Kunstgeschichte, Theaterwissenschaft und Philosophie an der Universität zu Köln, der Universität München und der Universität Bonn. Seine Dissertation hatte Hugo von Hofmannsthal zum Thema: Elemente von Hofmannsthals dramatischem Stil in seinen ersten Dramen.
Als Schauspieler war er zunächst in Bonn, Neuss, Bielefeld und am Schlosstheater Celle aktiv. Dann verlagerte er seine Tätigkeit auf die Regie und Dramaturgie, unter anderem am Theater Kiel. Von 1970 bis 1974 war Kleen Chefdramaturg und Oberspielleiter des Schauspiels am Stadttheater Würzburg, wo er seine ersten Opern inszenierte.
Von 1974 bis 1976 amtierte er als Oberspielleiter am Theater Lübeck, von 1976 bis 1979 war er frei arbeitender Regisseur unter anderem in Darmstadt, Lübeck, Würzburg und Graz. 1979 wurde Kleen zum Intendanten am Landestheater Coburg berufen, 1988 zum Intendanten am Stadttheater Würzburg. Bis 1999 leitete er die Geschicke des Würzburger Theaters und wirkte hier gleichzeitig immer wieder als Darsteller mit, beispielsweise in der Titelrolle von Arthur Schnitzlers Professor Bernhardi oder als Graf von Gloster in Shakespeares König Lear. Zu seinen zahlreichen Inszenierungen gehören unter anderem Maria Stuart, Kabale und Liebe, Hamlet, Maß für Maß, Hamletmaschine, Onkel Wanja, Don Giovanni, Tannhäuser und Lulu.
Am 5. Dezember 2009 wurde Tebbe Harms Kleen im Namen der Stadt Würzburg von Oberbürgermeister Georg Rosenthal für seine langjährigen Verdienste und seine künstlerischen Erfolge als Regisseur und Intendant zum Ehrenmitglied des Mainfranken Theaters Würzburg ernannt.